# Fugue (Sanctuary – Génrejtek)
A Fugue a Sanctuary – Génrejtek című kanadai sci-fi-fantasy televíziós sorozat negyedik évadjának nyolcadik epizódja.

## Ismertető
Dr. Magnus, Will és Declan MacRae egy alakváltó lényt igyekszik a Menedékben hatástalanítani, majd amikor sikerül, a lény emberi külsőt ölt, és kiderül, hogy Abby az, Will FBI-os barátnője. Zene hatására Abby magához tér és énekelni kezd, és ő maga nem érti, amikor beszélnek hozzá. Helen énekelve próbálja megtudni tőle, mire emlékszik, hol járt. Henry eközben Abby társával, Gavinnel nyomoz az ügyben. Egy sikátorban rátalálnak egy gubóra, melynek parazitája vélhetően megfertőzte Abbyt.
Amikor a lány újra magához tér, teste fölött már a parazita vette át a hatalmat. Will hiába énekel neki, Abby egy tisztább pillanatában leugrik a Menedék tetejéről. A lénnyé alakulva ér földet és szökni akar, mikor Helennek sikerül lelőnie. Will egyre nehezebben viseli a helyzetet. Magnus végül arra a megoldásra jut, hogy egy másik lényt kell beültetni Abby szervezetébe, mely felhasználja Abby átalakult DNS-ét a saját fejlődéséhez. A dolog negatívuma, hogy amikor az új lény kifejlődik, meglehetősen agresszívan fog távozni a lány testéből. Willnek nem nagyon tetszik az ötlet, Magnus a biztonság kedvéért bezáratja őt. Az újabb parazita másodpercekkel a beültetése után máris növekedésnek indul és kitör Abby oldalából. Magnus és Declan sikeresen újraéleszti a lányt, aki újra régi önmaga lesz.

## Forgatás
A Damian Kindler ötletén alapuló zenei epizód elég nagy kihívást jelentett Robin Dunne számára, akinek a Kali című rész táncos alakítása után ezúttal énekelnie kellett. Az eddigi feladatokhoz és forgatási helyszínekhez képest a hangstúdió azért érdekes volt a stáb számára. Az epizódban a Dr. Magnus apját alakító Jim Byrnes is feltűnik egy zenei jelenetre, aki maga is blues énekes. Az elhangzott dalok Kindler és a sorozat zeneszerzője, Andrew Lockington alkotása.

## Fogadtatás
A visszajelzések a különleges epizódot pozitívan értékelték, mely kihívást jelentett a stábnak és a rajongóknak is. A kritikák szerint bár veszélyes lehet éneklésre bírni a főszereplőket, valamennyien jól teljesítettek, de vélhetően voltak olyan nézők, akik a dalok miatt kapcsoltak át más csatornára. Egyes kritikák Robin Dunne zenei tudását azért bírálták. A TV by the Numbers adatai szerint 1,1 millió néző volt kíváncsi az epizódra.